# VdB 24
vdB 24 est une petite nébuleuse diffuse, visible dans la constellation de Persée.
Elle est située à environ un degré au sud-ouest de l'étoile ε Persei, clairement visible même à l'œil nu. Le nuage peut être vu proche d'une étoile de neuvième magnitude cataloguée comme XY Persei, une étoile massive Ae/Be de Herbig de classe spectrale A2, qui est également responsable de l'illumination du gaz environnant, qui apparaît de couleur bleuâtre. Cette étoile a également un compagnon à environ 500 UA. La nébuleuse fait partie du complexe sombre connu sous le nom de LDN 1449, situé dans la même région galactique que la nébuleuse Californie (Sh2-220). La partie éclairée de vdB 24 n'a pas une apparence uniforme, mais apparaît divisée en trois sections : une au nord-ouest, qui apparaît directement au contact d'autres régions sombres, une au sud-ouest, plus brillante et plus allongée, et une au sud de l'étoile éclairante, la partie la plus brillante. La distance de la région est d'environ 1 140 années-lumière du système solaire.